# Haplochromis sp. nov. 'long snout'
Haplochromis sp. nov. 'long snout é uma espécie de peixe da família Cichlidae.
É endémica do Uganda.